# Campeonato Mundial de Balonmano Masculino de 1978
El IX Campeonato Mundial de Balonmano Masculino se celebró en Dinamarca entre el 26 de enero y el 5 de febrero de 1978 bajo la organización de la Federación Internacional de Balonmano (IHF) y la Federación Danesa de Balonmano.

## Primera fase

### Grupo A
| Equipo         | J | G | E | P | G+ | G- | DG  | PTS |
| -------------- | - | - | - | - | -- | -- | --- | --- |
| RFA            | 3 | 3 | 0 | 0 | 54 | 36 | +18 | 6   |
| Yugoslavia     | 3 | 2 | 0 | 1 | 54 | 45 | +9  | 4   |
| Checoslovaquia | 3 | 1 | 0 | 2 | 58 | 43 | +15 | 2   |
| Canadá         | 3 | 0 | 0 | 3 | 31 | 73 | -42 | 0   |

- Resultados

| Fecha | Partido        | Partido | Partido        | Resultado |
| ----- | -------------- | ------- | -------------- | --------- |
| 26.01 | Yugoslavia     | -       | Canadá         | 25-15     |
| 26.01 | RFA            | -       | Checoslovaquia | 16-13     |
| 28.01 | RFA            | -       | Canadá         | 20-10     |
| 28.01 | Yugoslavia     | -       | Checoslovaquia | 17-16     |
| 29.01 | RFA            | -       | Yugoslavia     | 18-13     |
| 29.01 | Checoslovaquia | -       | Canadá         | 29-10     |

### Grupo B
| Equipo  | J | G | E | P | G+ | G- | DG  | PTS |
| ------- | - | - | - | - | -- | -- | --- | --- |
| Rumania | 3 | 2 | 0 | 1 | 74 | 56 | +18 | 4   |
| RDA     | 3 | 2 | 0 | 1 | 56 | 43 | +13 | 4   |
| Hungría | 3 | 2 | 0 | 1 | 66 | 54 | +12 | 4   |
| Francia | 3 | 0 | 0 | 3 | 54 | 97 | -43 | 0   |

- Resultados

| Fecha | Partido | Partido | Partido | Resultado |
| ----- | ------- | ------- | ------- | --------- |
| 26.01 | Hungría | -       | Francia | 33-22     |
| 26.01 | Rumania | -       | RDA     | 16-18     |
| 28.01 | Hungría | -       | RDA     | 12-10     |
| 28.01 | Rumania | -       | Francia | 36-17     |
| 29.01 | Rumania | -       | Hungría | 22-21     |
| 29.01 | RDA     | -       | Francia | 28-15     |

### Grupo C
| Equipo    | J | G | E | P | G+ | G- | DG  | PTS |
| --------- | - | - | - | - | -- | -- | --- | --- |
| URSS      | 3 | 2 | 1 | 0 | 62 | 46 | +16 | 5   |
| Dinamarca | 3 | 2 | 1 | 0 | 56 | 45 | +11 | 5   |
| España    | 3 | 1 | 0 | 2 | 52 | 65 | -13 | 2   |
| Islandia  | 3 | 0 | 0 | 3 | 54 | 68 | -14 | 0   |

- Resultados

| Fecha | Partido   | Partido | Partido  | Resultado |
| ----- | --------- | ------- | -------- | --------- |
| 26.01 | Dinamarca | -       | España   | 19-15     |
| 26.01 | URSS      | -       | Islandia | 22-18     |
| 28.01 | URSS      | -       | España   | 24-12     |
| 28.01 | Dinamarca | -       | Islandia | 21-14     |
| 29.01 | España    | -       | Islandia | 25-22     |
| 29.01 | Dinamarca | -       | URSS     | 16-16     |

### Grupo D
| Equipo   | J | G | E | P | G+ | G- | DG  | PTS |
| -------- | - | - | - | - | -- | -- | --- | --- |
| Polonia  | 3 | 3 | 0 | 0 | 76 | 60 | +16 | 6   |
| Suecia   | 3 | 2 | 0 | 1 | 72 | 58 | +14 | 4   |
| Japón    | 3 | 1 | 0 | 2 | 64 | 70 | -6  | 2   |
| Bulgaria | 3 | 0 | 0 | 3 | 58 | 82 | -24 | 0   |

- Resultados

| Fecha | Partido | Partido | Partido  | Resultado |
| ----- | ------- | ------- | -------- | --------- |
| 26.01 | Suecia  | -       | Bulgaria | 31-16     |
| 26.01 | Polonia | -       | Japón    | 26-21     |
| 28.01 | Polonia | -       | Bulgaria | 28-22     |
| 28.01 | Suecia  | -       | Japón    | 24-20     |
| 29.01 | Polonia | -       | Suecia   | 22-17     |
| 29.01 | Japón   | -       | Bulgaria | 23-20     |

## Segunda fase

### Grupo I
| Equipo     | J | G | E | P | G+ | G- | DG | PTS |
| ---------- | - | - | - | - | -- | -- | -- | --- |
| RFA        | 3 | 1 | 2 | 0 | 49 | 44 | +5 | 4   |
| RDA        | 3 | 1 | 2 | 0 | 48 | 46 | +2 | 4   |
| Yugoslavia | 3 | 1 | 1 | 1 | 46 | 50 | -4 | 3   |
| Rumania    | 3 | 0 | 1 | 2 | 49 | 52 | -3 | 1   |

- Resultados

| Fecha | Partido    | Partido | Partido | Resultado |
| ----- | ---------- | ------- | ------- | --------- |
| 31.01 | RFA        | -       | RDA     | 14-14     |
| 31.01 | Yugoslavia | -       | Rumania | 17-16     |
| 02.02 | RFA        | -       | Rumania | 17-17     |
| 02.02 | Yugoslavia | -       | RDA     | 16-16     |

### Grupo II
| Equipo    | J | G | E | P | G+ | G- | DG  | PTS |
| --------- | - | - | - | - | -- | -- | --- | --- |
| URSS      | 3 | 2 | 1 | 0 | 58 | 50 | +8  | 5   |
| Dinamarca | 3 | 2 | 1 | 0 | 59 | 53 | +6  | 5   |
| Polonia   | 3 | 1 | 0 | 2 | 61 | 60 | +1  | 2   |
| Suecia    | 3 | 0 | 0 | 3 | 49 | 64 | -15 | 0   |

- Resultados

| Fecha | Partido   | Partido | Partido | Resultado |
| ----- | --------- | ------- | ------- | --------- |
| 31.01 | URSS      | -       | Suecia  | 24-18     |
| 31.01 | Dinamarca | -       | Polonia | 25-23     |
| 02.02 | Dinamarca | -       | Suecia  | 18-14     |
| 02.02 | URSS      | -       | Polonia | 18-16     |

## Fase final

### Partidos de clasificación
Séptimo lugar
| Fecha | Partido¹ | Partido¹ | Partido¹ | Resultado |
| ----- | -------- | -------- | -------- | --------- |
| 05.02 | Rumania  | -        | Suecia   | 25-17     |

- (¹) – En Brøndby.

Quinto lugar
| Fecha | Partido¹   | Partido¹ | Partido¹ | Resultado |
| ----- | ---------- | -------- | -------- | --------- |
| 04.02 | Yugoslavia | -        | Polonia  | 21-19     |

- (¹) – En Brøndby.

### Tercer lugar
| Fecha | Partido¹ | Partido¹ | Partido¹  | Resultado |
| ----- | -------- | -------- | --------- | --------- |
| 04.02 | RDA      | -        | Dinamarca | 19-15     |

- (¹) – En Brøndby.

### Final
| Fecha | Partido¹ | Partido¹ | Partido¹ | Resultado |
| ----- | -------- | -------- | -------- | --------- |
| 05.02 | RFA      | -        | URSS     | 20-19     |

- (¹) – En Brøndby.

## Medallero
|     |      |     |
| RFA | URSS | RDA |

## Estadísticas

### Clasificación general
| 1. RFA             |
| 2. URSS            |
| 3. RDA             |
| 4. Dinamarca       |
| 5. Yugoslavia      |
| 6. Polonia         |
| 7. Rumania         |
| 8. Suecia          |
| 9. Hungría         |
| 10. España         |
| 11. Checoslovaquia |
| 12. Japón          |
| 13. Islandia       |
| 14. Bulgaria       |
| 15. Canadá         |
| 16. Francia        |

### Máximos goleadores
| N.º | Nombre          | País      | Goles |
| --- | --------------- | --------- | ----- |
| 1   | Jerzy Klempel   | Polonia   | 47    |
| 1   | Péter Kovács    | Hungría   | 47    |
| 3   | Ştefan Birtalan | Rumania   | 43    |
| 4   | Michael Berg    | Dinamarca | 35    |
| 5   | Wolfgang Böhme  | RDA       | 34    |